# افلاطوني (مقاطعة فهرج)
افلاطوني (بالإنجليزية: Tolombeh-ye Aflatuni)‏ هي مستوطنة تقع في ناحية نغين كوير في إيران.